# 星际旅行VI：未来之城
《星际旅行VI：未来之城》（英語：Star Trek VI: The Undiscovered Country）是派拉蒙电影公司在1991年出品的一部科幻电影，是《星际迷航》科幻系列的第六部电影，亦是1960年代《星际旅行：初代》电视剧全体核心演员参演的最后一部星旅电影。这部电影由尼古拉斯·迈耶导演，并由迈耶与丹尼·马丁·弗林写作剧本。在电影中，联邦与克林贡帝国这两大死敌因一场生态灾难达成了一项脆弱的停战协议，联邦星舰进取号-A的船员们必须去阻止一场迫在眉睫的宇宙大战。
起初，制片方希望将《未来之城》拍成原初系列的前篇，启用一批年轻演员来饰演尚在星际舰队学院就学的进取号船员，但这一想法由于角色与爱好者们的负面反应而被否决了。为了赶在《星际旅行》25周年纪念时推出新电影，弗林与《星际旅行II：可汗怒吼》的导演迈耶合作，根据伦纳德·尼莫伊的建议写下了关于“太空中的柏林墙倒塌”的剧本，触及了同时期的冷战话题。
电影的主要摄影在1991年4月至1991年9月展开。由于《星际旅行V：终极先锋》的商业失败以及随之而来的批评，第六部电影的制片经费要比原先预期的低一些。由于在派拉蒙外景场地布置摄影棚的空间不足，电影的大部分场景都是在好莱坞附近拍摄的。迈耶与摄影师伊罗·纳里塔希望将电影的气氛表现的更为黑暗及戏剧化，他们巧妙地修改了原本用于电视剧《星际旅行：下一代》的布景，并将之用于电影的拍摄。制片人史蒂文-查尔斯·贾菲则率领第二摄影组前往阿拉斯加的冰天雪地，以拍摄外星集中营的场景；他们所面临的主要问题是严寒以及稀少的降雪。克利夫·艾德尔曼负责了电影配乐的制作，他将这部电影的配乐表现得更为黑暗，并有意与先前的所有《星际旅行》配乐区分开来。
1991年12月6日，《未来之城》在北美上映，其时正是《星际旅行》创始人吉恩·罗登伯里离世后不久。《未来之城》获得了一系列的正面评论，各大出版物对其轻松明快的演出风格以及对时事的戏谑大加赞誉。电影在票房上的表现优异；它是整部系列中首映周末票房最高的电影，其全球票房总收入高达96,888,996美元。电影得到了两项奥斯卡奖提名，分别为最佳化妆奖与最佳音效奖；同时，这部电影还是唯一一部赢取了土星奖最佳科幻电影奖的《星际旅行》电影。2004年，派拉蒙发行了电影的DVD特别珍藏版，迈耶在这一版本中对电影的剪辑略作了一些改动。

## 劇情

聯邦星艦精進號遭遇到了普拉西斯星大爆炸時産生的震波；特效小組試圖將震波製作得遠大於飛船。

電影開場于克林貢衛星普拉西斯（Praxis）的爆炸。由蘇魯田光上校指揮的聯邦星艦精進號受到了震波的衝擊，船員們隨即發現衛星的大部分質量都消失無蹤了。在這次事件中，克林貢帝國不僅失去了關鍵的能源産地，其母星的臭氧層亦遭到了嚴重損害，整個帝國陷入一片混亂。由於無力繼續與聯邦敵對，克林貢人打算同死敵星際聯邦議和。星際艦隊於是派出了聯邦星艦企業號-A前往接見克林貢首相戈爾康（Gorkon），並護送他前往地球談判。這個決定讓企業號的艦長詹姆斯·T·寇克坐立不安，因爲他的兒子當年就是被克林貢人謀害的。
跟戈爾康的座艦會合後，企業號便與這艘戰列巡洋艦一同前往地球；途中，兩艦的船員們在企業號上出席了一場氣氛緊張的宴會。當天晚上，企業號看似向毫無防衛的克林貢艦船發射了一對魚雷，令該艦的人造重力功能失效。在一場混亂中，兩名身著聯邦制服和磁力靴的人被傳送上了克林貢艦船，他們擊傷了戈爾康。爲避免引發戰鬥，寇克向克林貢人投降，並與倫納德·麥科伊醫生一起傳送上了克林貢艦船，試圖搶救重傷的戈爾康，但卻沒有成功。首相死後，他的部下張將軍指控寇克與麥科伊刺殺首相，兩人被送往克林貢法庭審訊。法庭判決兩人有罪，將他們處以無期徒刑，並把他們送到冰凍小行星魯拉·彭塞（Rura Penthe）服刑。戈爾康的女兒阿澤特巴爾（Azetbur）成爲了克林貢的新首相，她繼續推動與聯邦的外交談判；但出於安全考慮，會議的地址被嚴格保密。雖然部分資深星際艦隊官員希望營救寇克與麥科伊，但聯邦總統拒絕了他們的請求，以避免引發全面戰爭。阿澤特巴爾同樣也拒絕入侵聯邦領空的請求，認爲她父親的死亡只應由寇克與麥科伊負責。
抵達魯拉·彭塞後，寇克和麥科伊同一位名叫馬蒂婭（Martia）的變形人交上了朋友，馬蒂婭爲他們提供了逃跑路線；但是，這其實是製造他們倆意外身亡假像的詭計。當兩人發現了馬蒂婭的告密行爲後，馬蒂婭變身成了寇克，並與寇克展開打鬥。然而，監獄的守衛爲了消滅目擊證人而殺死了馬蒂婭。正當守衛打算說出指派他們做這事的幕後人時，寇克與麥科伊被史巴克傳送到了企業號上。在寇克和麥科伊被監禁時，史巴克接管了企業號的指揮權，對先前襲擊戈爾康座艦並刺殺他的事件進行了仔細的調查。他們發現，企業號並沒有向戈爾康的座艦發射魚雷，但刺殺者卻仍然潛伏在船上；因此，船員們開始尋找船上的叛徒。不久後，兩名刺殺者的屍體便被人發現，但寇克與史巴克決定欺騙那名叛徒，聲稱刺殺者還活著；當叛徒在醫務室試圖殺死兩名刺殺者時，寇克與史巴克發現殺手竟是史巴克有意提攜的瓦勒裏絲（Valeris）。爲了找出幕後主謀，史巴克對瓦勒裏絲強行進行了心靈融合，發現克林貢、星際艦隊和羅慕倫的一幫人竟聯手打算破壞和平對話，其中的幕後主謀正是張將軍。襲擊戈爾康座艦的魚雷來自一艘可隱形開火的克林貢猛禽艦，刺殺當晚，這艘猛禽艦正藏匿在企業號的下方。
隨後，船員們聯繫到了蘇魯，從他那獲知會議將在基度瑪營（Camp Khitomer）舉行；於是，兩艘船進入最大曲速，齊頭駛向該星。在快到行星的時候，張將軍的隱形猛禽艦襲擊了企業號。由於企業號無法追蹤到其的位置，猛禽艦對企業號和隨後趕到的精進號均造成了不同程度的損壞。史巴克和麥科伊改裝了一顆光子魚雷，令其可以追蹤到猛禽艦排放的廢氣。魚雷暴露了猛禽艦的位置，企業號與精進號隨即向其猛烈開火並將之摧毀。摧毀猛禽艦後，兩艘船的船員被傳送到了會議現場，阻止了針對聯邦總統的刺殺行動。阿澤特巴爾稱讚寇克說，他重建了她父親的信念；寇克回應說，她也重建了他兒子的信念。在成功挽救和平對話後，星際艦隊指揮部命令企業號返回地球退役，但船員們決定在返航過程中好好享受一番。在企業號朝著鄰近的一顆恒星航行時，寇克說道，雖然這次任務是企業號在他指揮下的最後一次航行，但其他人會繼續他們的航程。

## 角色
| 演员              | 角色                             |
| ----------------- | -------------------------------- |
| 威廉·夏特纳       | 詹姆斯·柯克上校                  |
| 伦纳德·尼莫伊     | 斯波克上校                       |
| 德福雷斯特·凯利   | 伦纳德·麦科伊中校（医学博士）    |
| 詹姆斯·杜汉       | 蒙哥马利·斯科特上校              |
| 乔治·竹井         | 光·苏鲁上校                      |
| 沃尔特·凯尼格     | 帕维尔·切科夫中校                |
| 尼切尔·尼科尔斯   | 乌乎拉中校                       |
| 格雷斯·李·惠特尼  | 贾尼斯·兰德中校                  |
| 马克·莱纳德       | 沙瑞克大使                       |
| 金·卡特罗尔       | 瓦勒里斯上尉                     |
| 戴维·沃纳         | 克林贡首相戈尔康                 |
| 罗莎娜·德索托     | 克林贡首相阿泽特巴尔             |
| 克里斯托弗·普卢默 | 克林贡张将军                     |
| 库特伍德·史密斯   | 联邦总统                         |
| 布罗克·彼得斯     | 卡特赖特五星上将                 |
| 约翰·舒克         | 克林贡大使                       |
| 伊曼              | 马蒂娅                           |
| 迈克尔·多恩       | 沃尔夫上校                       |
| 勒内·奥贝若努瓦斯 | 韦斯特上校（未在片尾字幕中出现） |
| 克里斯琴·斯莱特   | 精进号夜班通讯官（客串）         |

## 主题
《未来之城》象征着在1990年前后，冷战的铁幕终于消失（在电影拍摄至发行之时，苏联尚未解体）。当柯克对与克林贡人感到焦虑时，斯波克引用了一句恰当的格言：“只有尼克松才能去中国。”
《未来之城》中，普拉西斯卫星的爆炸被认为是描绘了另一场的切尔诺贝利核事故，后者对苏联经济造成了致命的打击并加速了它的解体。